# 遂昌県
遂昌県（すいしょう-けん）は中華人民共和国浙江省に位置する省直轄の県であり、しばらくの間、麗水市の代理管轄下に置かれている。

## 行政区画
- 街道：妙高街道、雲峰街道
- 鎮：新路湾鎮、北界鎮、金竹鎮、大柘鎮、石練鎮、王村口鎮、黄沙腰鎮
- 郷：濂竹郷、応村郷、高坪郷、湖山郷、蔡源郷、焦灘郷、竜洋郷、柘岱口郷、西畈郷、垵口郷
- 民族郷：三仁シェ族郷

## 交通

### 鉄道
- 中国国家鉄路集団
  - 衢寧線（中国語版）
    - 遂昌駅

### 道路
- 高速道路
  -  溧寧高速道路（中国語版）